# 新潟県道89号津川インター線
新潟県道89号津川インター線（にいがたけんどう89ごう つがわインターせん）は、新潟県東蒲原郡阿賀町を通る県道（主要地方道）である。

## 概要
磐越自動車道・津川ICを起点に、国道49号・国道459号を結ぶ道路。津川インター入口（原町）交差点で国道49号と交差。直進した先は国道459号となり、阿賀町津川市街地に至る。

### 路線データ
- 実延長：524.5 m[1]
- 起点：東蒲原郡阿賀町津川字古四王平3905番1[1]（磐越自動車道・津川IC）
- 終点：東蒲原郡阿賀町津川字古四王下1278番1[1]（津川インター入口交差点、国道49号・国道459号交点）

## 歴史
路線指定はされていたものの、長らく阿賀町道として供用されていたが、2013年（平成25年）11月15日付けで阿賀町から新潟県に引継がれた。
- 1993年（平成5年）
  - 5月11日 - 建設省（現・国土交通省）から、県道津川インター線が津川インター線として主要地方道に指定される[3]。
  - 12月1日 - 新潟県が上記の主要地方道指定に基づき県道889号津川インター線を認定。北海道道以外の都道府県道で最大番号となっていた。
- 1994年（平成6年）4月2日 - 整理番号を889から89へ変更。

## 地理

### 通過する自治体
- 東蒲原郡阿賀町

### 交差する道路
- 磐越自動車道（津川IC）
- 国道49号・国道459号（津川インター入口交差点）